# Егидес, Аркадий Петрович
Аркадий Петрович Егидес (1940—2012) — доктор психологических наук. Автор книг и статей по психологии, профессор кафедры конфликтологии Московской финансово-промышленной академии (МФПА), специалист по психологии личности и психологии познавательных процессов, автор книг и статей по психологии, основатель исследований по конфликтологии в России.
Сын диссидента П. М. Абовина-Егидеса. В 1973 защитил кандидатскую диссертацию по психологии.
Основатель клуба культуры общения «Маленький принц» (1981 год).
Руководитель Центра Психологической Культуры при Московской финансово-промышленной академии (МФПА).
А. П. Егидес скоропостижно скончался рано утром 16 октября 2012 года в Москве.